# Тактагулово (Баймакский район)
Тактагулово (баш. Туҡтағол) — деревня в Баймакском районе Республики Башкортостан Российской Федерации. Входит в состав Кусеевского сельсовета. 

## География

### Географическое положение
Расстояние до:
- районного центра (Баймак): 87 км,
- центра сельсовета (Кусеево): 3 км,
- ближайшей железнодорожной станции (Сибай): 49 км.

## Население
| 2002 | 2009 | 2010 |
| ---- | ---- | ---- |
| 15   | ↘11  | ↗13  |

Согласно переписи 2002 года, преобладающая национальность — башкиры (100 %).